# アジア政党国際会議

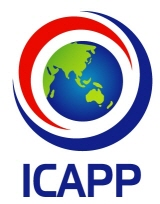
ロゴマーク

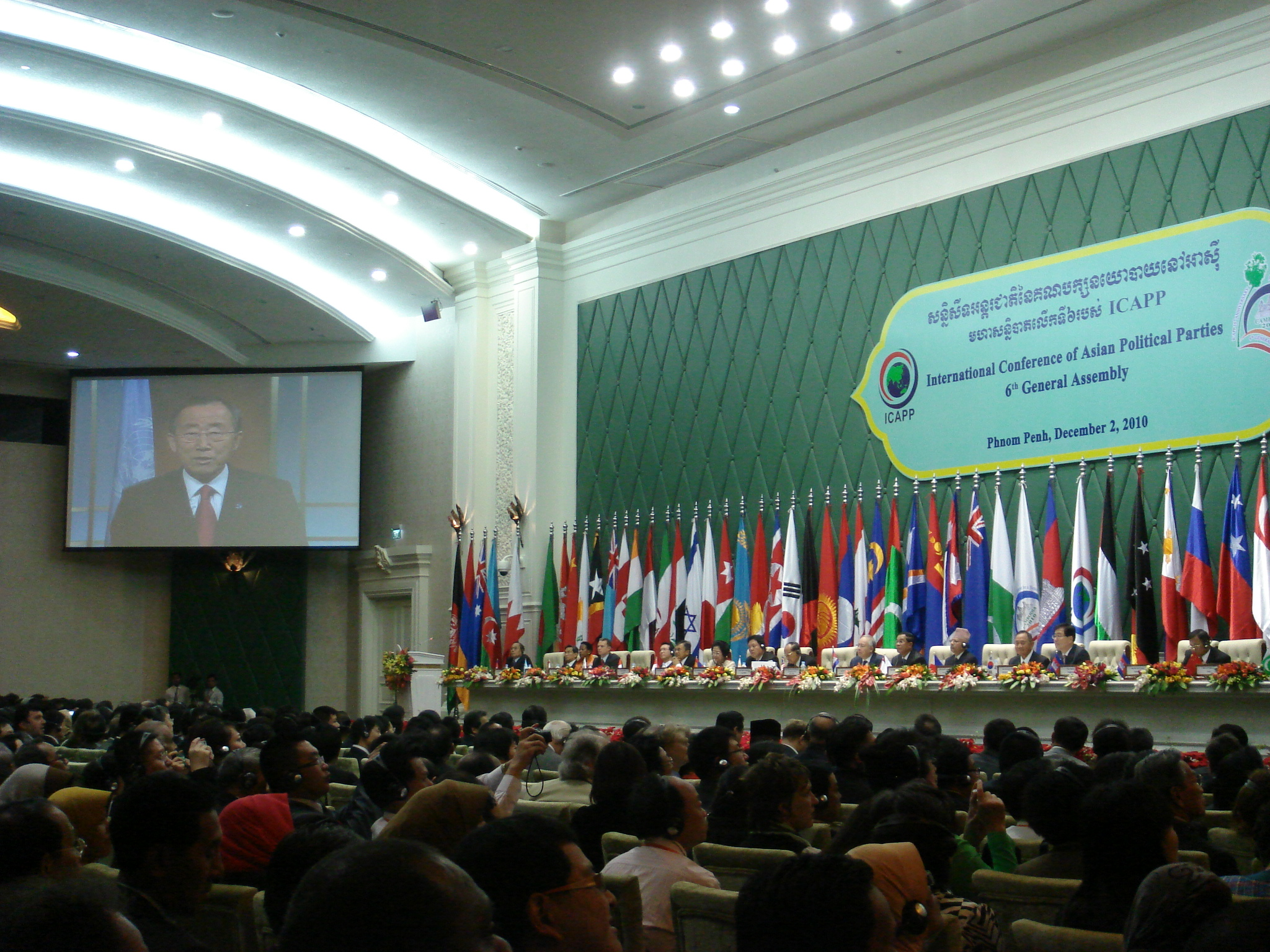
第6回総会、2010年12月、プノンペン

アジア政党国際会議（アジアせいとうこくさいかいぎ、英語: International Conference of Asian Political Parties ; ICAPP）は、アジア各国の政党の国際会議である。
アジア35か国の政党が集まり、与野党は別として国際交流と平和の発展を基に、2000年から始まった。第1回はフィリピンのマニラ。
事務局所在地は、大韓民国ソウル特別市鐘路区都染洞。

## 開催
- 第1回総会：マニラ（フィリピン）、2000年9月17日 - 19日、20か国46政党が参加
- 第2回総会：バンコク（タイ）、2002年11月22日 - 24日、26か国76政党が参加、ホストはタイ愛国党
- 第3回総会：北京（中華人民共和国）、2004年9月3日 - 5日[2]、35か国81政党が参加、ホストは中国共産党
- 第4回総会：ソウル（大韓民国）、2006年9月7日 - 10日[3]、36か国90政党が参加、ホストはウリ党
- 第5回総会：アスタナ（カザフスタン）、2009年9月24日 - 26日[4]、34か国63政党が参加
- 第6回総会：プノンペン（カンボジア、2010年12月1日 - 4日）[5]、36か国89政党が参加、ホストはカンボジア人民党とフンシンペック党
- 第7回総会：バクー（アゼルバイジャン）、2012年11月21日 - 24日[6]、30か国60政党が参加
- 第8回総会：コロンボ（スリランカ）、2014年9月18日 - 21日[7]、29か国75政党と、ラテンアメリカ・カリブ海政党会議（COPPPAL）・アフリカ政党評議会（CAPP）・国際連合などオブザーバー11組織が参加[8]
- 第9回総会：クアラルンプール（マレーシア）、2016年9月3日 - 5日[9]、37か国87政党が参加[10]
- 第10回総会：モスクワ（ロシア）、2018年10月25日 - 26日[11]、37か国70政党と各大陸のオブザーバーが参加
- 第11回総会：イスタンブール（トルコ）、2022年11月17日 - 20日[12]、31か国69政党が参加
- 第12回総会：プノンペン（カンボジア）、2024年11月21日 - 24日[13]、27か国49政党が参加